# Club des damnés
Le Club des damnés (« Hellfire Club » en version originale) est le nom d'une équipe de super-vilains et d'un club privé appartenant à l'univers Marvel de la maison d'édition Marvel Comics.
Créé par le scénariste Chris Claremont et le dessinateur John Byrne, le club apparaît pour la première fois sous le nom de « The Council of the Chosen » dans le comic book Uncanny X-Men #100 en août 1976, et sous le nom du « Hellfire Club » dans Uncanny X-Men #129 en janvier 1980.
Les membres les plus influents de ce club sont de fréquents adversaires des X-Men.

## Création
Le nom Hellfire Club est tiré d'un club anglais réel, un gentlemen's club ayant existé au XVIIIe siècle.
Cependant, les personnages dessinés par John Byrne sont largement inspirés par le vingt-et-unième épisode de la quatrième saison de série télévisée Chapeau melon et bottes de cuir, intitulé « Le Club de l'enfer » (« A Touch of Brimstone »), qui réutilise dans son intrigue le club originel du XVIIIe siècle.
En effet, le scénariste Chris Claremont donne au personnage du Cerveau (Jason Wyngardde) le nom d'un acteur de cet épisode (Wyngarde) et réutilise l'un des costumes du personnage d'Emma Peel dans la série pour créer la garde-robe type des Reines blanches et noires du Club des damnés.

## Biographie du groupe

### Origines
Le Club des damnées est fondé en Angleterre sous le nom de l’« Ordre des Frères de Saint Francis de Wycombe ». Dans les années 1770, le club opère dans les treize colonies anglaises. Une poignée des membres les plus puissants — dirigés par sir Patrick Clemens et sa maîtresse Diana Knight — émigrent vers les colonies américaines et créent une succursale à New York.
Les membres du club sont issus de la haute société et sont des personnes très influentes dans le monde de la politique ou de la finance. La carte de membre, une fois obtenue, se transmet par héritage afin de conserver les familles influentes en son sein. Par exemple, Tony Stark, Betty Braddock et son frère Brian, ou encore Warren Worthington III ont hérité de leurs familles d'une carte de membre, même s'ils jugent ce club démodé et kitsch.
Le club a des branches notamment à New York, Paris, Hong Kong et Londres.

### Le Cercle intérieur
À l'intérieur du Club des damnés, il existe un conseil secret que personne ne soupçonne, le « Conseil des Élus » (« The Council of the Chosen » en VO) qui regroupe quelques personnes ayant décidé de profiter de l'influence du club pour mener à bien leurs propres desseins.
Renommé ensuite en « Cercle intérieur » (« Inner Circle ») du Club des damnés, le conseil donne des noms de pièces de jeu d'échecs à ses membres. Bien qu'à l'origine ceux-ci soit des humains normaux, ils sont remplacés au cours du temps par des mutants maléfiques qui voient dans Cercle intérieur une arme pour organiser leurs plans de domination du monde.

### Face aux X-Men
Le Club des damnés se heurte pour la première fois aux X-Men lorsque le Cercle intérieur manipule l'esprit de Jean Grey / Phénix et kidnappe plusieurs membres de l'équipe de mutants.
Un membre du cercle, le mutant nommé le Cerveau, croyant dominer Phénix, perd le contrôle de sa victime et libère le Phénix noir (au cours de la saga du Phénix noir).

## Membres du Cercle intérieur du Club des damnés
Les intrigues et complots sont multiples pour les membres du Cercle intérieur du Club des damnés. Il en résulte de constants bouleversements dans l'organisation et la direction du groupe. La position et le nom des personnes connues ci-dessous sont données dans la mesure du possible, et à titre indicatif :
- Lord impérial : Sir Gordon Philips, Sebastian Shaw, Roberto DaCosta (Solar).
- Roi noir : Sebastian Shaw[4],[5], Shinobi Shaw, Blackheart, Roberto DaCosta, Emma Frost (aussi en tant que Reine blanche), Kade Kilgore, Quentin Templeton, Tony Stark[6].
- Roi blanc : Edward « Ned » Buckman, Donald Pierce (aussi en tant que Fou blanc), Benedict Kine[7], Magnéto (Tornade l'a brièvement rejoint), Daimon Hellstrom, Raven Darkhölme (Mystique), Wilson Fisk (le Caïd).
- Roi rouge : le Roi rouge
- Reine noire : Jean Grey (alors le Phénix noir)[4], Séléné Gallio[5], Benazir Kaur, Miss Steed (peut-être un clin d'œil à John Steed de Chapeau melon et bottes de cuir), Diana Knight (peut-être un clin d'œil à Diana Rigg de Chapeau melon et bottes de cuir).
- Reine blanche : Paris Seville, Emma Frost (aussi en tant que Roi noir), Reeva Payge, Courtney Ross[8], Adrienne Frost.
- Reine rouge : Margali Swardos
- Princesse blanche : Vipère (Madame Hydra), Jean Grey (alors Marvel Girl / Strange Girl).
- Fou noir : Harry Leland[4], Sebastian Shaw, Brian Braddock (Captain Britain), Joshua Foley (Elixir).
- Fou blanc : Donald Pierce (aussi en tant que Roi blanc)[4]
- Tour noire : Friedrich von Roehm[5], Madelyne Pryor, Roberto DaCosta.
- Tour blanche : Emmanuel DaCosta[5], Trevor Fitzroy.
- Tour rouge : Scribe

Quelques personnages ont eu accès au Cercle intérieur sans obtenir un titre officiel. Ainsi, le Cerveau fut probablement un membre du club de longue date et collabora avec le Cercle. Plus tard Tessa, connue sous le nom de Sage comme membre des X-Men, conseilla Sebastian Shaw puis Roberto DaCosta (Solar).
Après la saga du Phénix noir, le Club des damnés a subi de nombreux remaniements puisque la direction du Cercle intérieur a échu à Magnéto, Shinobi Shaw et Séléné, Sebastian Shaw puis Roberto DaCosta.

## Autres membres
- Sans position : Lady Tessa (Sage), Jason Wyngarde (le Cerveau), Lady Philips, Warhawk.
- Autres membres : Gerhard Van Ostamgem, Ronald Parvenue, Elisabeth Braddock (Psylocke), Warren Worthington III (Angel, Archangel), Norman Osborn, Harry Osborn, Tony Stark (Iron-Man), Dwayne Taylor (Night Thrasher), Spitfire, Bianca LaNeige, Wo-Han.
- Ex-membres : John Braddock, Lourdes Chantel, Olivier Ryland, Candy Southern, Robert Kelly (en), Howard Stark, Kingmaker (en) (Wallace), Wallace Worthington, Warren Worthington Jr., Vlodemir Zhivago, Justice (Marvel Boy, Vance Astrovik).
- Alliés : Holocauste
- Gardes : Wade Cole, Angelo Macon, Murray Reese, Randall Chase, Richard Salmons, Chet Andrews
- Employés : Sharon Kelly, Rutledge
- Les Hellions

## Apparitions dans d'autres médias

### Cinéma
- 2011 : X-Men : Le Commencement de Matthew Vaughn

### Télévision
- 2017-2019 : The Gifted de Matt Nix (série).